# 三田村宗明
三田村 宗明（みたむら むねあき、1981年8月24日 - ）は、東京都目黒区出身の日本の男子卓球選手。右シェーク裏裏 攻撃型。リトルキングス代表、龍門卓球場 代表、BUTTERFLY契約コーチ。

## 経歴
小学校3年から卓球を始め、目黒区立第七中学校、青森山田中学高等学校、青森大学出身。大学卒業後は日産自動車に所属した。1999年～2005年 6年連続で全日本卓球選手権大会ベスト8入り。1999年～2007年 全日本ナショナルチームメンバー。1999年～2001年 世界選手権大会日本代表。現在はリトルキングス代表、龍門卓球場 代表、BUTTERFLY契約コーチ。

## 主な戦歴
1995年 1996年（2連覇）
- 関東中学校卓球大会個人男子で優勝
- 全国中学校卓球大会男子シングルスでベスト8

1997年
- 全日本卓球選手権大会ジュニア 男子シングルスで準優勝

1998年
- 全日本卓球選手権大会ジュニア 男子シングルスで優勝

1999年
- 全日本卓球選手権大会でベスト8
- 世界卓球1999アイントホーフェン 日本代表

2000年
- 全日本卓球選手権大会でベスト8

2001年
- 全日本卓球選手権大会でベスト8
- 世界卓球2001大阪 日本代表

2002年
- 全日本卓球選手権大会でベスト8

2003年
- 全日本卓球選手権大会でベスト8

2004年
- 全日本卓球選手権大会でベスト8

2011年
- 全日本卓球選手権大会（マスターズの部）で優勝

2012年
- 全日本卓球選手権大会（マスターズの部）で優勝

2013年
- 全日本卓球選手権大会（マスターズの部）で優勝

2021年
- 全日本卓球選手権大会（マスターズの部）で優勝